# Boter petelin in njegova zgodba
Boter petelin in njegova zgodba je ljudska pravljica iz Beneške Slovenije. Prvi jo je zapisal Ivan Trinko v knjigi Poglejmo v Beneško Slovenijo.

## Vsebina
Zjutraj, ko je petelin še spal, mu je na glavo padlo slamnato steblo. Misleč, da je potres, se je ustrašil in začel bežati. Med begom je srečal številne živali, ki so se mu pridružile. Šli so skozi velik gozd, dokler ni postalo temno. Lačni in obupani so se ustavili in zagledali v daljavi samotno hišo. Odšli so tja in pes je pogledal, kako je v njej. Razbojniki so ravno večerjali. Živali so se razveselile, da ne bodo ostale lačne in skovale načrt, kako bodo prišle do hrane. Petelin je na strehi zakikirikal na vso grlo, za njim pa so se oglasile še vse druge živali. Prestrašeni razbojniki so zbežali iz hiše, živali pa so odšle v hišo in se okrepčale. Ko so legle k počitku, se je eden od razbojnikov pretihotapil v hišo. Ko je hotel prižgati ogenj, ga je mačka opraskala, raca v čebriču ga je poškropila, osel ga je brcnil, vol pa ga je z rogovi vrgel skozi vrata. Ves prestrašen je povedal ostalim razbojnikom, kaj se je zgodilo in jim rekel, da je to kazen za zlo, ki so ga storili. Razbojniki so zbežali in se razpršili na vse kraje, o njih ni bilo nikoli več slišati.

## Izdaje
- Ivan Trinko, Poglejmo v Beneško Slovenijo, 117-123
- Alojzij Bolhar, Slovenske basni in živalske pravljice, Mladinska knjiga,1985
- Alojzij Bolhar, Slovenske basni in živalske pravljice, Zlata ptica, 2005